# Формула-1 — Гран-прі Великої Британії 2022
Гран-прі Великої Британії 2022 (офіційно — Formula 1 Lenovo British Grand Prix 2022) — автоперегони чемпіонату світу з Формули-1, які відбулися 3 липня 2022 року. Гонка була проведена на автодромі Сільверстоун у м. Сільверстоун (Велика Британія). Це десятий етап чемпіонату світу і сімдесят шосте Гран-прі Великої Британії в історії.
Переможцем гонки став іспанець Карлос Сайнс (мол.) (Феррарі). Друге місце посів Серхіо Перес (Ред Булл — RBPT), а третє — Льюїс Гамільтон (Мерседес).
Чинним переможцем гонки був Льюїс Гамільтон, який у 2021 році виступав за команду Мерседес.

## Положення у чемпіонаті перед гонкою
| Місце   | Пілот               | Очки |
| ------- | ------------------- | ---- |
| 1       | Макс Ферстаппен     | 175  |
| 2       | Серхіо Перес        | 129  |
| 3       | Шарль Леклер        | 126  |
| 4       | Джордж Расселл      | 111  |
| 5       | Карлос Сайнс (мол.) | 102  |
| Джерело |                     |      |

| Місце   | Конструктор         | Очки |
| ------- | ------------------- | ---- |
| 1       | Ред Булл — RBPT     | 304  |
| 2       | Феррарі             | 228  |
| 3       | Мерседес            | 188  |
| 4       | Макларен — Мерседес | 65   |
| 5       | Альпін — Рено       | 57   |
| Джерело |                     |      |

## Шини

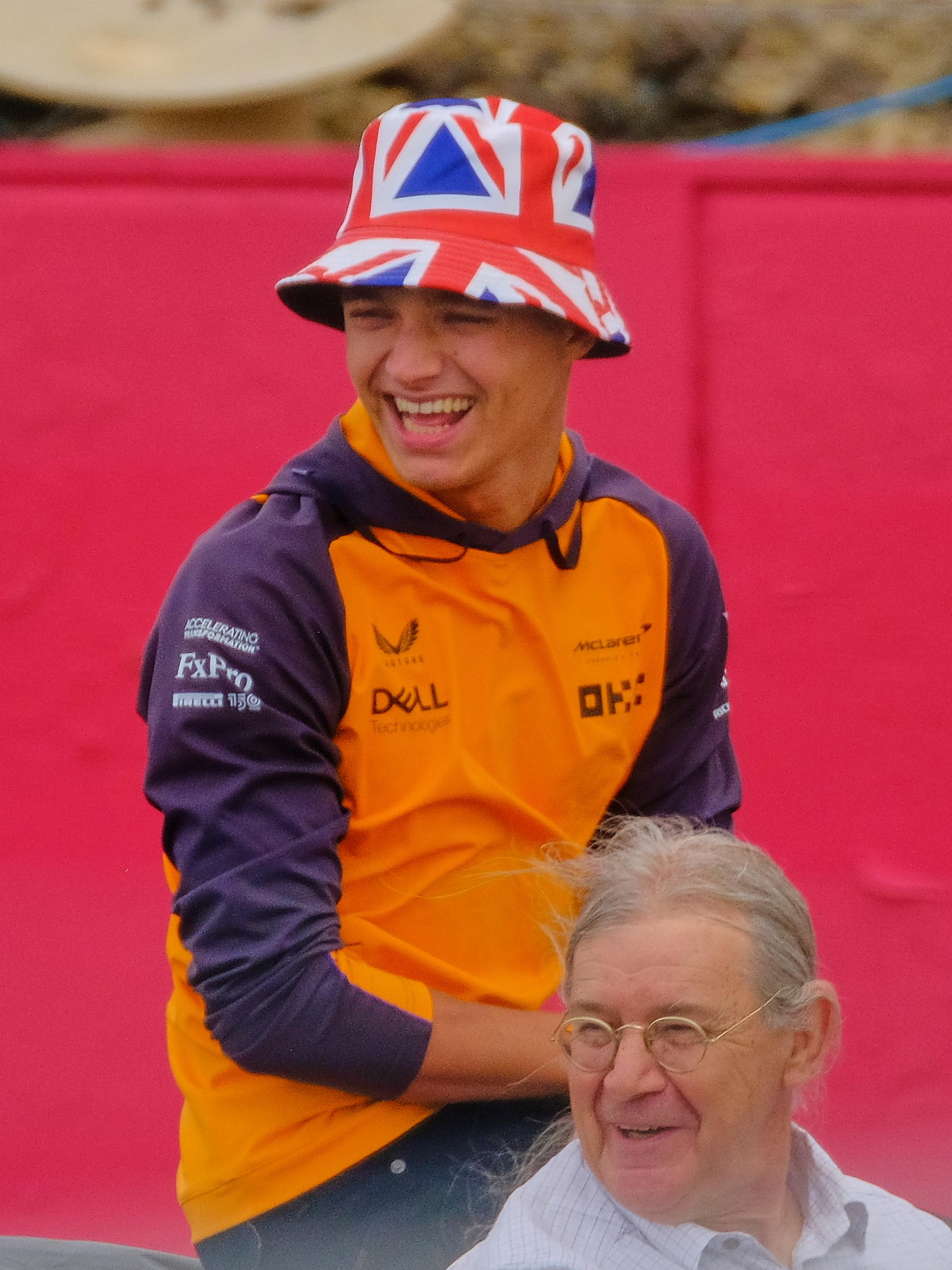
Ландо Норріс

Під час гран-прі було дозволено використовувати шини Pirelli C2, C3 і C4 (hard, medium і soft).
| Hard | Medium | Soft |
| ---- | ------ | ---- |

## Вільні заїзди
| Сесія | Лідер               | Конструктор           | Ш | Час      | Джерело |
| ----- | ------------------- | --------------------- | - | -------- | ------- |
| 1     | Вальттері Боттас    | Альфа Ромео — Феррарі | P | 1:42.249 | [ 3 ]   |
| 2     | Карлос Сайнс (мол.) | Феррарі               | P | 1:28.942 | [ 3 ]   |
| 3     | Макс Ферстаппен     | Ред Булл — RBPT       | P | 1:27.901 | [ 3 ]   |

## Кваліфікація

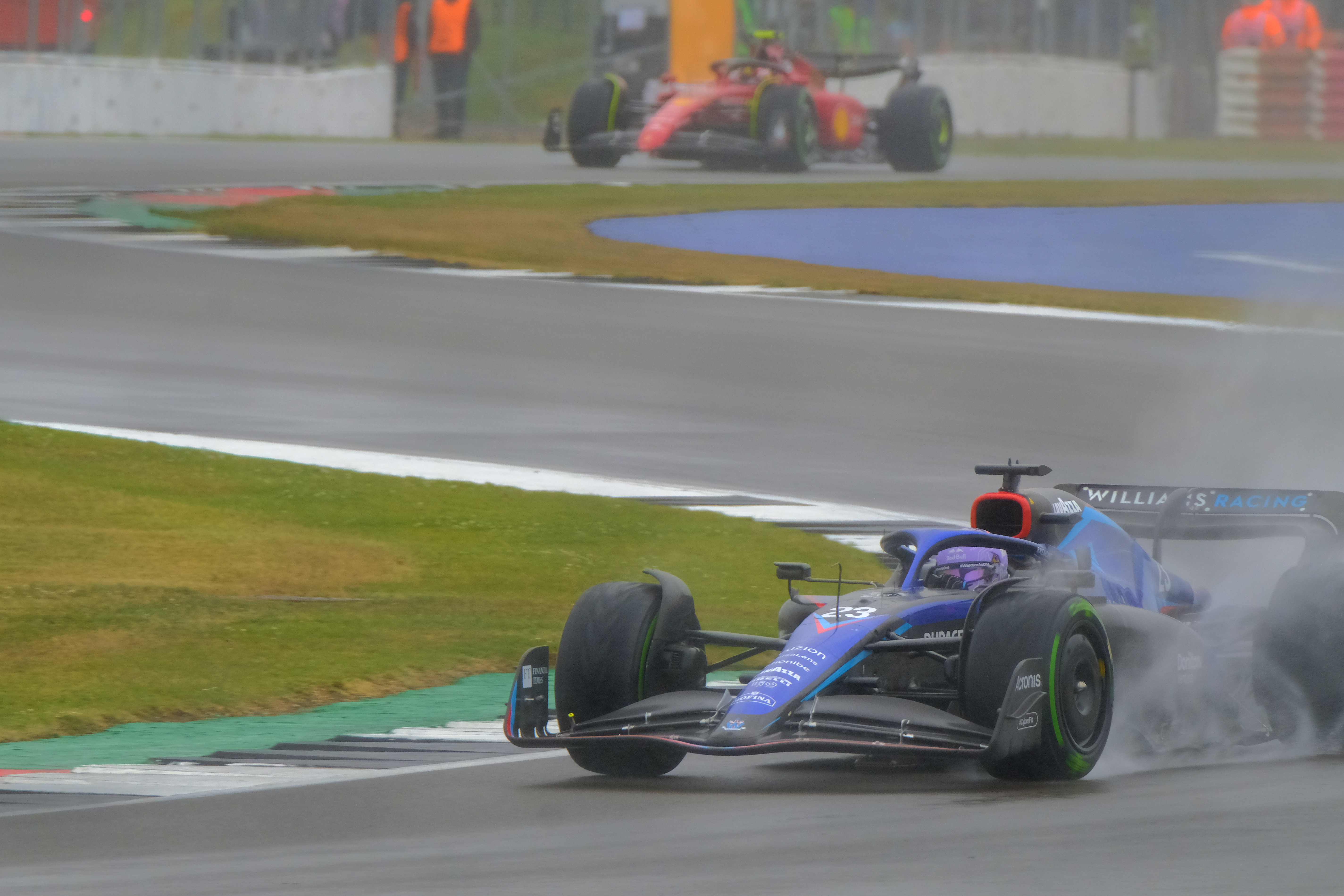
Александр Албон під час кваліфікації

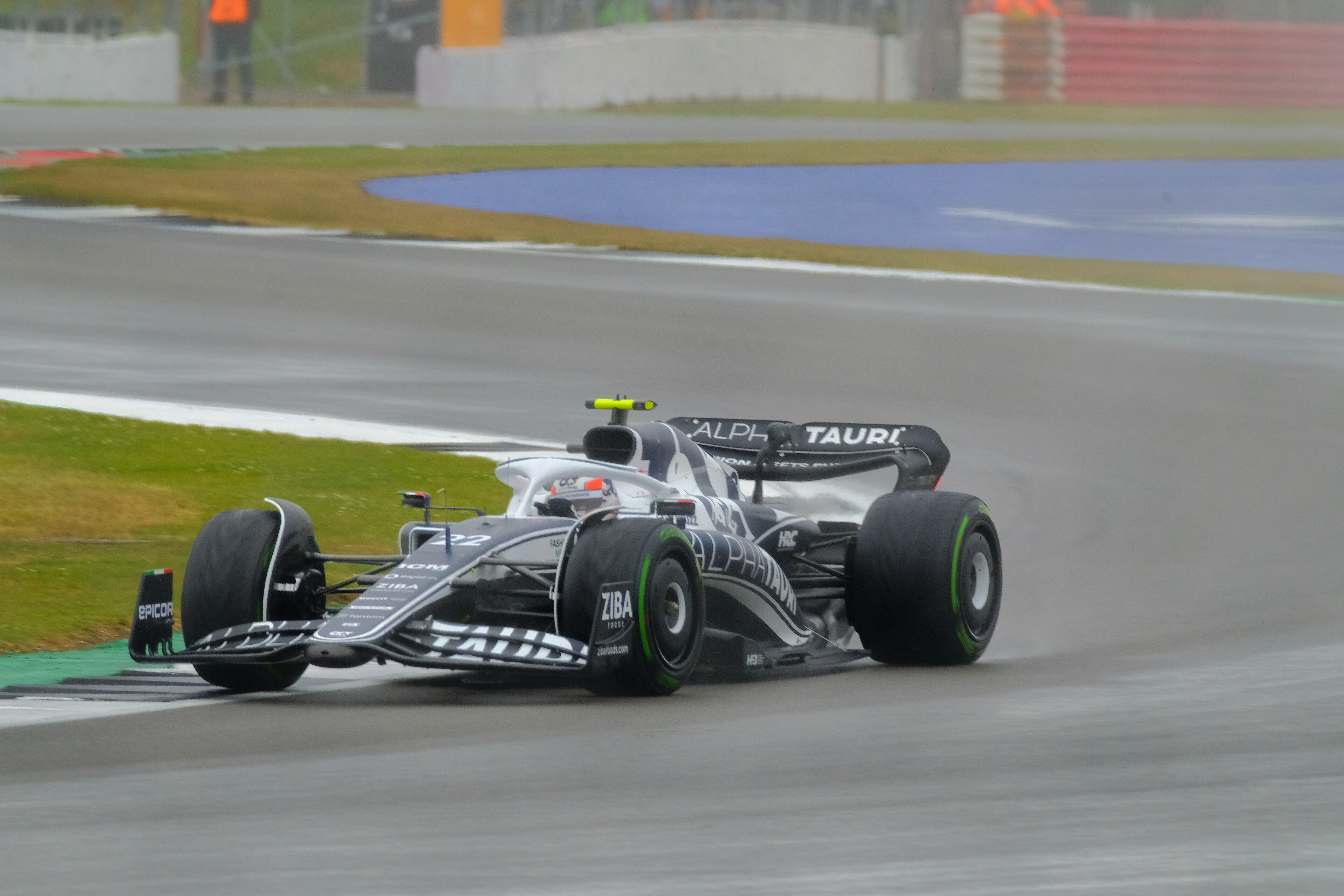
Юкі Цунода під час кваліфікації

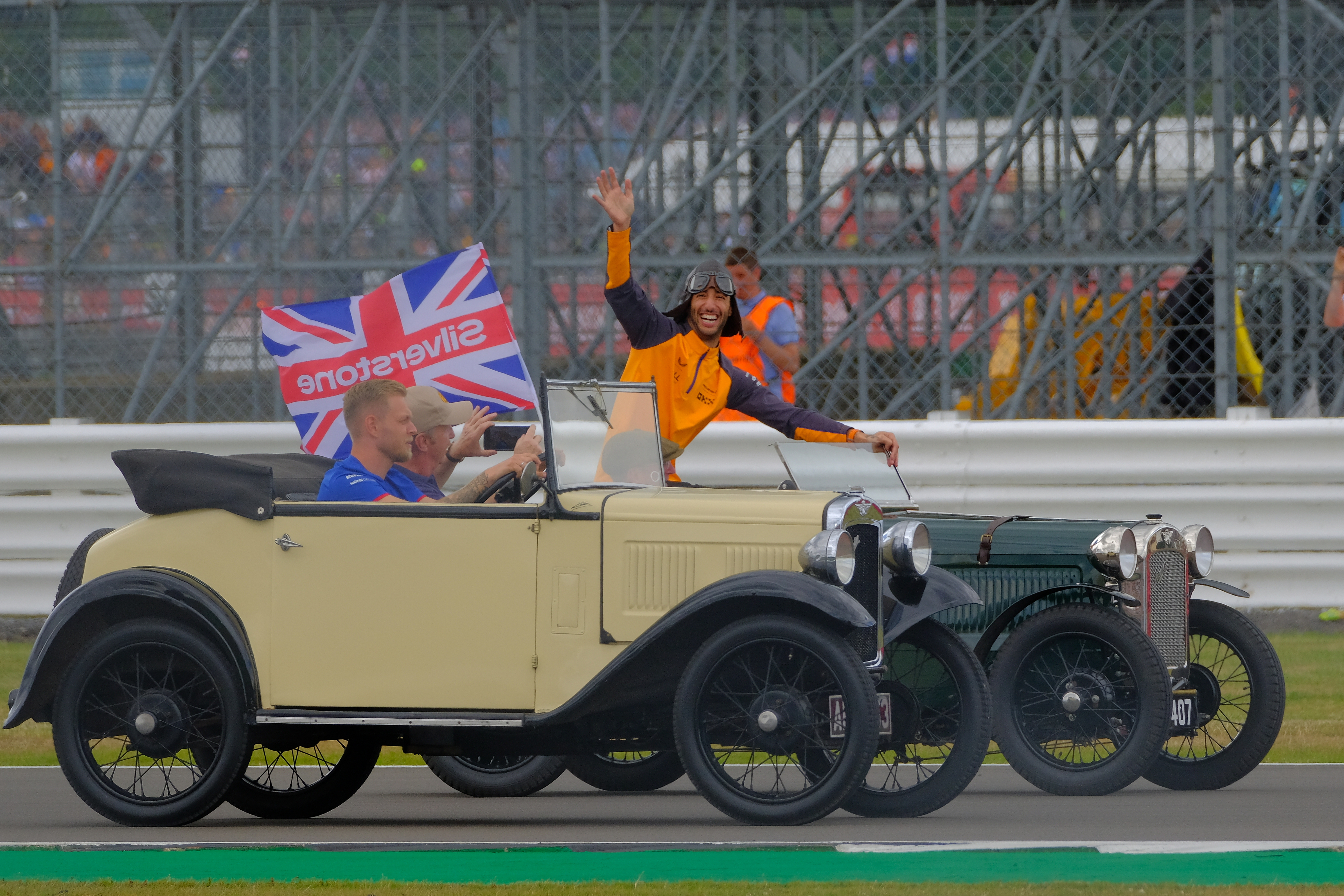
Данієль Ріккардо та Кевін Магнуссен під час параду гонщиків

| Місце                                   | №  | Пілот               | Конструктор             | Частина 1 | Частина 2 | Частина 3 | Старт |
| --------------------------------------- | -- | ------------------- | ----------------------- | --------- | --------- | --------- | ----- |
| 1                                       | 55 | Карлос Сайнс (мол.) | Феррарі                 | 1:40.190  | 1:41.602  | 1:40.983  | 1     |
| 2                                       | 1  | Макс Ферстаппен     | Ред Булл — RBPT         | 1:39.129  | 1:40.655  | 1:41.055  | 2     |
| 3                                       | 16 | Шарль Леклер        | Феррарі                 | 1:39.846  | 1:41.247  | 1:41.298  | 3     |
| 4                                       | 11 | Серхіо Перес        | Ред Булл — RBPT         | 1:40.521  | 1:42.513  | 1:41.616  | 4     |
| 5                                       | 44 | Льюїс Гамільтон     | Мерседес                | 1:40.428  | 1:41.062  | 1:41.995  | 5     |
| 6                                       | 4  | Ландо Норріс        | Макларен — Мерседес     | 1:41.515  | 1:41.821  | 1:42.084  | 6     |
| 7                                       | 14 | Фернандо Алонсо     | Альпін — Рено           | 1:41.598  | 1:42.209  | 1:42.116  | 7     |
| 8                                       | 63 | Джордж Расселл      | Мерседес                | 1:40.028  | 1:41.725  | 1:42.161  | 8     |
| 9                                       | 24 | Чжоу Гуаньюй        | Альфа Ромео — Феррарі   | 1:40.791  | 1:42.640  | 1:42.719  | 9     |
| 10                                      | 6  | Ніколас Латіфі      | Вільямс — Мерседес      | 1:41.998  | 1:43.273  | 2:03.095  | 10    |
|                                         |    |                     |                         |           |           |           |       |
| 11                                      | 10 | П'єр Гаслі          | Альфа Таурі — RBPT      | 1:41.680  | 1:43.702  |           | 11    |
| 12                                      | 77 | Вальттері Боттас    | Альфа Ромео — Феррарі   | 1:41.396  | 1:44.232  |           | 12    |
| 13                                      | 22 | Юкі Цунода          | Альфа Таурі — RBPT      | 1:41.893  | 1:44.311  |           | 13    |
| 14                                      | 3  | Данієль Ріккардо    | Макларен — Мерседес     | 1:41.933  | 1:44.355  |           | 14    |
| 15                                      | 31 | Естебан Окон        | Альпін — Рено           | 1:41.730  | 1:45.190  |           | 15    |
|                                         |    |                     |                         |           |           |           |       |
| 16                                      | 23 | Александр Албон     | Вільямс — Мерседес      | 1:42.078  |           |           | 16    |
| 17                                      | 20 | Кевін Магнуссен     | Хаас — Феррарі          | 1:42.159  |           |           | 17    |
| 18                                      | 5  | Себастьян Феттель   | Астон Мартін — Мерседес | 1:42.666  |           |           | 18    |
| 19                                      | 47 | Мік Шумахер         | Хаас — Феррарі          | 1:42.708  |           |           | 19    |
| 20                                      | 18 | Ленс Стролл         | Астон Мартін — Мерседес | 1:43.430  |           |           | 20    |
| 107 % від лідера першої сесії: 1:46.068 |    |                     |                         |           |           |           |       |
| Джерело:                                |    |                     |                         |           |           |           |       |

## Гонка

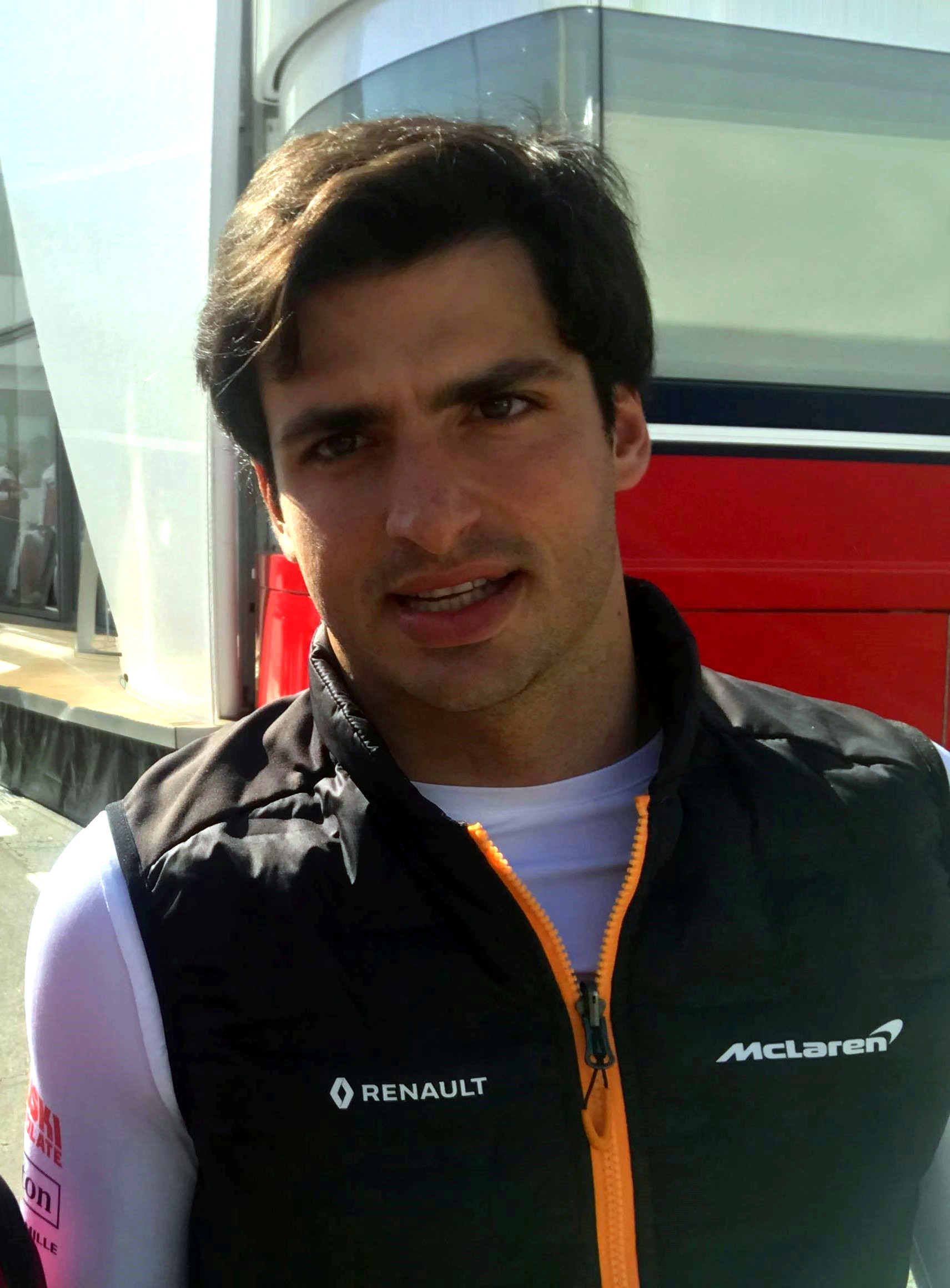
Карлос Сайнс (мол.) посів перше місце

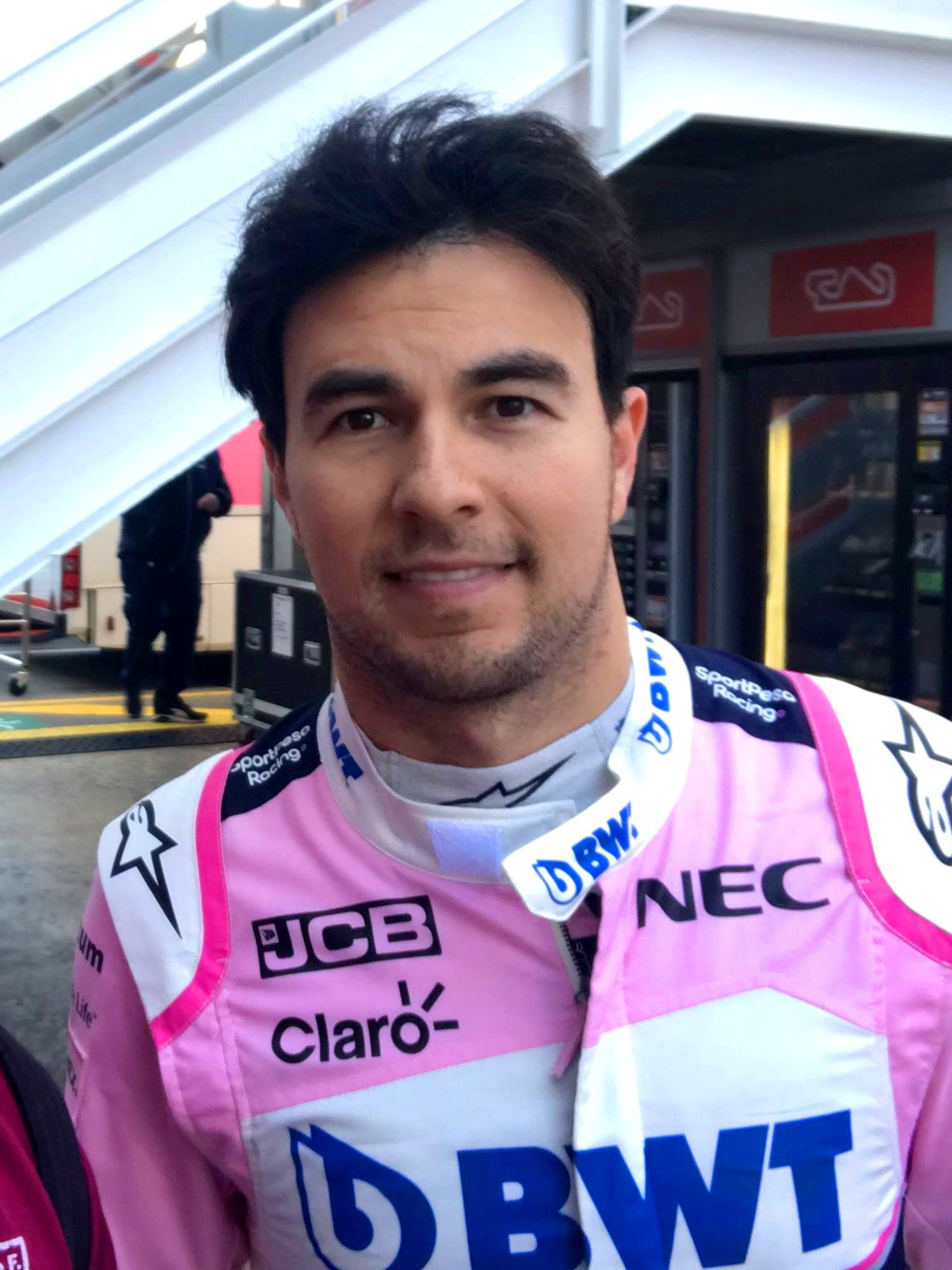
Серхіо Перес посів друге місце

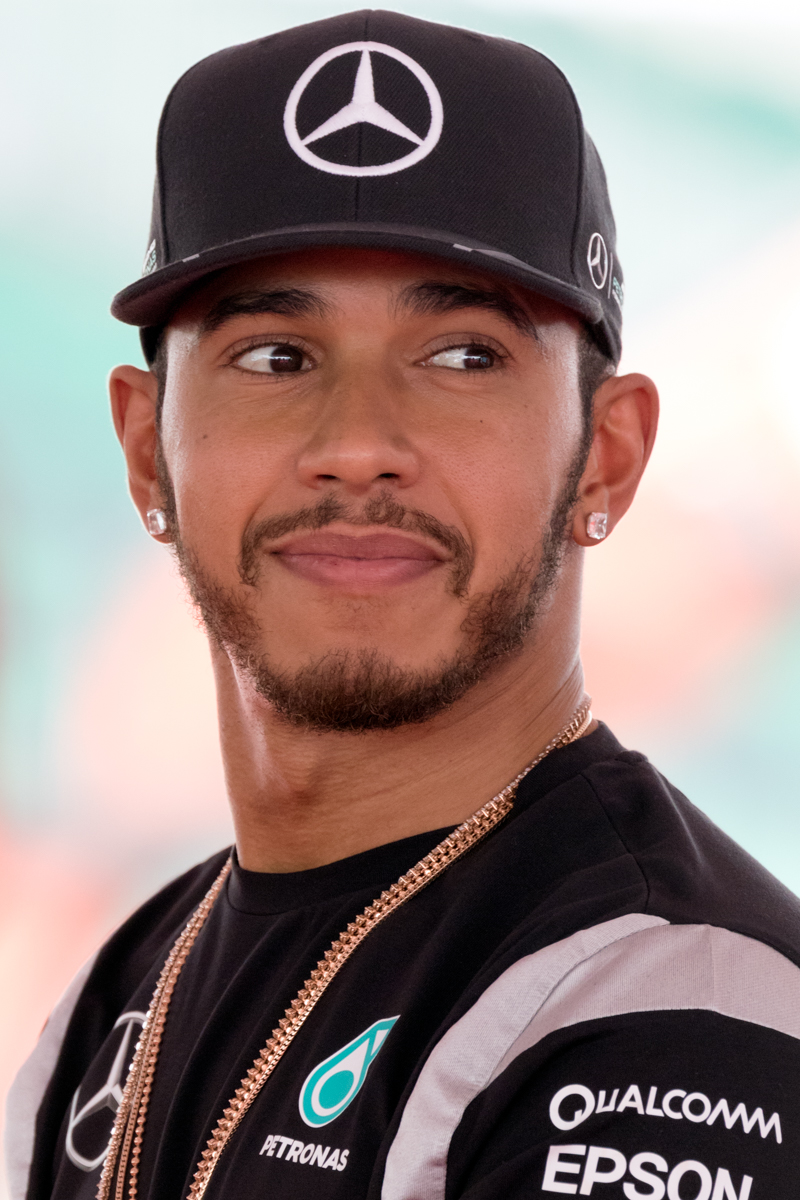
Льюїс Гамільтон посів третє місце

| Місце                                                                        | №  | Пілот               | Конструктор             | Кола | Час/причина сходу      | Старт | Очки |
| ---------------------------------------------------------------------------- | -- | ------------------- | ----------------------- | ---- | ---------------------- | ----- | ---- |
| 1                                                                            | 55 | Карлос Сайнс (мол.) | Феррарі                 | 52   | 2:17:50.311            | 1     | 25   |
| 2                                                                            | 11 | Серхіо Перес        | Ред Булл — RBPT         | 52   | +3.779                 | 4     | 18   |
| 3                                                                            | 44 | Льюїс Гамільтон     | Мерседес                | 52   | +6.225                 | 5     | 16   |
| 4                                                                            | 16 | Шарль Леклер        | Феррарі                 | 52   | +8.546                 | 3     | 12   |
| 5                                                                            | 14 | Фернандо Алонсо     | Альпін — Рено           | 52   | +9.571                 | 7     | 10   |
| 6                                                                            | 4  | Ландо Норріс        | Макларен — Мерседес     | 52   | +11.943                | 6     | 8    |
| 7                                                                            | 1  | Макс Ферстаппен     | Ред Булл — RBPT         | 52   | +18.777                | 2     | 6    |
| 8                                                                            | 47 | Мік Шумахер         | Хаас — Феррарі          | 52   | +18.995                | 19    | 4    |
| 9                                                                            | 5  | Себастьян Феттель   | Астон Мартін — Мерседес | 52   | +22.356                | 18    | 2    |
| 10                                                                           | 20 | Кевін Магнуссен     | Хаас — Феррарі          | 52   | +24.590                | 17    | 1    |
| 11                                                                           | 18 | Ленс Стролл         | Астон Мартін — Мерседес | 52   | +26.147                | 20    |      |
| 12                                                                           | 6  | Ніколас Латіфі      | Вільямс — Мерседес      | 52   | +32.511                | 10    |      |
| 13                                                                           | 3  | Данієль Ріккардо    | Макларен — Мерседес     | 52   | +32.817                | 14    |      |
| 14                                                                           | 22 | Юкі Цунода          | Альфа Таурі — RBPT      | 52   | +40.910                | 13    |      |
| Схід                                                                         | 31 | Естебан Окон        | Альпін — Рено           | 37   | Паливний насос         | 15    |      |
| Схід                                                                         | 10 | П'єр Гаслі          | Альфа Таурі — RBPT      | 26   | Пошкодження від аварії | 11    |      |
| Схід                                                                         | 77 | Вальттері Боттас    | Альфа Ромео — Феррарі   | 20   | Коробка передач        | 12    |      |
| Схід                                                                         | 63 | Джордж Расселл      | Мерседес                | 0    | Аварія                 | 8     |      |
| Схід                                                                         | 24 | Чжоу Гуаньюй        | Альфа Ромео — Феррарі   | 0    | Аварія                 | 9     |      |
| Схід                                                                         | 23 | Александр Албон     | Вільямс — Мерседес      | 0    | Аварія                 | 16    |      |
| Найшвидше коло: Льюїс Гамільтон (Мерседес) — 1:30.510, поставлене на 52 колі |    |                     |                         |      |                        |       |      |
| Джерело:                                                                     |    |                     |                         |      |                        |       |      |

## Положення у чемпіонаті після гонки
| Місце   | Пілот               | Очки |
| ------- | ------------------- | ---- |
| 1       | Макс Ферстаппен     | 181  |
| 2       | Серхіо Перес        | 147  |
| 3       | Шарль Леклер        | 141  |
| 4       | Карлос Сайнс (мол.) | 127  |
| 5       | Джордж Расселл      | 111  |
| Джерело |                     |      |

| Місце   | Конструктор         | Очки |
| ------- | ------------------- | ---- |
| 1       | Ред Булл — RBPT     | 328  |
| 2       | Феррарі             | 265  |
| 3       | Мерседес            | 204  |
| 4       | Макларен — Мерседес | 73   |
| 5       | Альпін — Рено       | 67   |
| Джерело |                     |      |